# Branje gljiva
Branje gljiva, gljivarstvo, traženje gljiva i slični izrazi opisuju aktivost prikupljanja gljiva u divljini obično za jelo. Ono je popularno u većini Europe uključujući nordijske, baltičke i slavenske zemlje te mediteranski bazen, ali i Japan, Koreju, Kanadu i sjeverozapad Apalačkog gorja u SAD-u.

## Identifikacija gljiva
Gljivari, osobe koje sakupljaju i poznaju gljive, vole pojesti velik broj vrsta gljiva. Kraljevski vrganj popularna je delikatesa. Žuti kruh (također poznat kao sumporna polica, kokošja gljiva ili šumska kokoš) često se sakuplja jer se pojavljuje u gomilama, godinu za godinom, a lako se identificira te ima širok raspon kulinarskih uporaba. Lisičarke (pršutice), smrčci, bukovače, puhare i rupičarke su među najpopularnijim tipovima gljiva za branje, a svatko s iskustvom teško može pogriješiti i zamijeniti ih nekom drugom vrstom. Samo stručnjaci prikupljaju opasne skupine kao što je Amanita među kojima se nalaze neke od najtoksičnijih gljiva u prirodi.
Naravno, postoji mnogo vodiča o gljivama, tj. terenski vodič o dostupnim gljivama, dok se posebno u slavenskim zemljama sposobnost identifikacije i pripreme jestivih gljiva obično prenosi s generacije na generaciju.
Identifikacija nije jedini element branja gljiva koji je nužan — poznavanje mjesta gdje treba tražiti također je važno. Većina vrsta gljiva zahtijeva vrlo specifične uvjete—primjerice, neke će rasti samo uz dno određenog tipa drveća. Poznavanje željenih vrsta za koje se zna da rastu u određenoj regiji može činiti pravi izazov.

## Više informacija
- Jestiva gljiva
- Trovanje gljivama

## Vanjske poveznice
- Gljivarstvo Hrvatska tehnička enciklopedija, portal hrvatske tehničke baštine. LZMK